# 茨城県立県民文化センター
1. ・ホール内観（客席から見たステージ）
2. ・ホール内観（ステージから見た客席）
3. ・ホワイエ
4. ・エントランスホール
5. ・建物外観 等

茨城県立県民文化センター（いばらきけんりつけんみんぶんかセンター）は、茨城県水戸市千波町にある茨城県立の文化施設。千波湖および千波公園に隣接する。
茨城県の施設であるが、指定管理者制度の導入に伴い、県民文化センター運営共同事業体（代表団体：株式会社コンベンションリンケージ）が管理・運営を行っている。
2019年3月15日、同年4月1日より命名権募集で、つくば市寺具の金属加工業「廣澤精機製作所」がこれを取得し、新名称は「ザ・ヒロサワ・シティ会館」となった。契約期間は3年間。契約額は1千万円となった。その後契約は更新され、期間は2025年3月31日までとなった。

## 施設

### 本館・ホール
- 大ホール：1,514席[6] （オーケストラピット使用時76席減）、舞台 間口18 m 高さ7.5 m 奥行13 m、花道 上手側・下手側 各9 m
- 小ホール：386席＋車椅子用席4席[7]
- 一般展示室
- 県民ギャラリー
- 集会室：6室
- 和室：1室

大ホールは、茨城県最大級のいわゆる多目的ホールで、現状では県所有のホールとしては唯一であり、各種講演会・式典・コンサート・コンクール等で幅広く利用されている。2023年7月に水戸市民会館が開館するまでは、県内最大のホールであった。1,500席を超える規模であるが、客席はワンスロープ式で、客席最後部からステージまでの距離は相応にある。また、小ホールは、386席の規模として講演会・研修会・音楽発表会・映画上映等目的に応じて利用されている。

### 分館
- 集会室：3室
- 和室：1室

### レストラン
- レストラン

## 東日本大震災の影響
2011年3月11日に発生した東日本大震災の影響により全館に渡り施設を使用できなくなったが、2011年7月1日より、大ホールとレストラン以外の運営を再開。
2012年7月中に大ホールの改修を終え、2012年9月1日に使用再開。

## アクセス
（出典：）
- 車
  - 常磐自動車道水戸ICより約30分
  - 北関東自動車道茨城町東ICより約15分
- 鉄道
  - JR常磐線水戸駅から徒歩約20分
- 路線バス
  - 関東鉄道路線バス「文化センター」バス停下車
  - 茨城交通路線バス「文化センター前」バス停下車

## 周辺
- 千波湖
- 茨城県近代美術館